# El Morro, Baja California
El Morro är en ort i Mexiko.   Den ligger i kommunen Ensenada och delstaten Baja California, i den västra delen av landet, 1 900 km nordväst om huvudstaden Mexico City. El Morro ligger 8 meter över havet och antalet invånare är 681. Den ligger på ön Cedros Island.
Terrängen runt El Morro är varierad. Havet är nära El Morro åt sydost.  Det finns inga andra samhällen i närheten.